# Paavo Nurmi
Paavo Nurmi (født 13. juni 1897 i Turku, død 2. oktober 1973 i Helsinki) var en finsk mellem- og langdistanceløber, der satte 22 udendørs verdensrekorder 1922-1931. Han er desuden kendt for at have vundet ni guld- og tre sølvmedaljer ved de tre olympiske lege i 1920'erne.
Han satte også 29 verdensrekorder indendørs, der først kunne anerkendes af IAAF fra 1987.

## Karriere

### Olympiske deltagelser
Paavo Nurmi deltog første gang ved sommer-OL 1920 i Antwerpen, hvor han var tilmeldt i seks discipliner. Hans første OL-optræden var i 5000 m-løbet, hvor han med en andenplads i sit indledende heat kvalificerede sig til finalen. Her viste han sig sammen med franskmanden Joseph Guillemot som de stærkeste og førte klart efter to omgange. Med omkring 200 meter tilbage spurtede franskmanden og vandt i tiden 14:44,6 minutter, mens Nurmi fik sølv med 15:00,0 og svenske Eric Backman bronze i 15:13,0. I 10.000 m-løbet kvalificerede han sig også til finalen med en andenplads i indledende heat, og i finalen var det igen en kamp mellem Nurmi og Guillemot sammen med britiske James Wilson, men på sidste omgang satte Nurmi farten op og sejrede i tiden 31:45,8 minutter, mens Guillemot fik sølv omkring fire sekunder senere og Wilson bronze yderligere seks sekunder bagud. I terrænløbet tog Nurmi og svenske Backman tidligt føringen, og de fulgtes ad, indtil Nurmi kort før mål satte spurten ind og sikredes sig endnu en guldmedalje, mens Backman fik sølv et par sekunder efter, og Nurmis landsmand Heikki Liimatainen fik bronze, yderligere cirka tyve sekunder bagud. Sammen med det individuelle løb blev der afviklet en holdkonkurrence, hvor placeringerne for de tre bedste fra hver nation talte. Med Nurmis førsteplads og Liimatainens tredjeplads var sjettepladsen til Teodor Koskenniemi mere end rigeligt til at sikre en finsk guldmedalje med 10 point, mens Storbritannien med 21 fik sølv, og Sverige med 23 fik bronze. Nurmi var desuden tilmeldt i 1500 m løbet og 3000 m forhindringsløbet, men stillede ikke til start i disse to konkurrencer.
Bedriften med tre guld- og en sølvmedalje overgik han ved OL 1924 i Paris, selv om programmet gjorde det svært for ham. Han vandt let sit indledende heat på 1500 m og på 5000 m, men finalerne i disse to konkurrencer var lagt med mindre end en times mellemrum. Alligevel insisterede han på at løbe begge løb, og han vandt ret nemt 1500 m-finalen i ny olympisk rekord på 3:53,6 minutter, blot et sekund langsommere end hans egen tre uger gamle verdensrekord. Schweizeren Willy Schärer fik sølv, mens briten Henry Stallard opnåede bronze. I 5000 m-løbet var Nurmis største konkurrenter landsmanden Ville Ritola, der havde vundet 10.000 m-løbet ved legene, og svenske Edvin Wide. Konkurrenterne satte et højt tempo fra start i håbet om, at Nurmi var mærket efter 1500 m-løbet, og Wide førte fra start. Efter 2 km havde Ritola og Nurmi indhentet ham, og efter 3 km var det de to finner, der førte. Nurmi forsøgte at sætte Ritola af omkring 4 km, men lykkedes ikke, så de to havde en hård kamp til sidst, hvor Nurmi viste sig stærkest og sejrede med 0,2 sekunder, mens Wide blev nummer tre, et halvt minut bagud. I 3000 m-holdløbet var finnerne med Nurmi og Ritola tårnhøje favoritter, og de to blev også bedst og næstbedst, mens Elias Katz blev nummer fem, så Finland vandt med 8 placeringspoint foran Storbritannien med 14 og USA med 25 pladspoint. Terrænløbet fandt sted på en af de varmeste dage i Paris' historie med temperaturer på over 40 °C, så mange af deltagerne måtte udgå (kun 15 af 38 startende gennemførte løbet). Også her var det Nurmi og Ritola, der tog føringen, men denne gang kunne Ritola ikke følge med sin landsmand, så Nurmi vandt med et forspring på næsten halvandet minut, mens Ritola fik sølv og amerikaneren Earl Johnson bronze, over et minut efter Ritola. Holdkonkurrencen blev igen afviklet sammen med det individuelle løb, hvor finnerne også her var overvældende favoritter. Varmen spillede dog ind, så selv om Nurmi og Ritolas første- og andenplads var vigtige, blev den tredjebedste finne, Heiki Liimatainen, nummer otte, så Finland fik 11 pladspoint. USA blev nummer to med 14 point, mens Frankrig med 20 fik bronze. Dermed hjemførte Nurmi guld i de fem discipliner, han stillede op i (han var desuden tilmeldt i 800 m-løbet, men stillede ikke op, og hans eget forbund havde af frygt for hans helbred ikke fået lov til at stille op i 10.000 m-løbet).
Fire år senere ved 1928 i Amsterdam stillede Nurmi "kun" op i tre konkurrencer, og på 10.000 m distancen var det de tre medaljevindere fra 5000 m-løbet i Paris, der kæmpede om medaljerne, og kampen faldt ud på samme måde: Nurmi vandt guld, Ritola sølv, mens Wide fik bronze, mere end 40 sekunder efter de to finner. Disse tre løbere var ligeledes favoritter i 5000 m-løbet, men her var Ritola hurtigst, mens Nurmi fik sølv og Wide igen bronze. I 3000 m forhindringsløb snublede Nurmi i indledende heat, men blev hjulpet op og vandt heatet, så han kvalificerede sig til finalen. Her var hans største konkurrenter ventet at blive Ritola samt den nye finske stjerne, Toivo Loukola, men Ritola var udmattet efter tidligere løb og udgik, mens Loukola dominerede løbet og vandt sikkert med et forspring på næsten ti sekunder til Nurmi, der også her fik sølv, mens bronzen gik til endnu en finne, Ove Andersen.
Det blev afslutningen på Paavo Nurmis olympiske karriere, idet han, skønt han trænede til OL 1932 i Los Angeles for at afslutte sin karriere med guldmedalje på maratondistancen, blev forhindret i deltagelse efter beskyldninger om at have modtaget for store beløb i forbindelse med løb i Tyskland. Anklagen kom fra svenske ledere. Det førte til en mangeårig sportslig krise mellem de to lande. Nurmi drog alligevel til Los Angeles, hvor han trænede i den olympiske landsby, men skønt alle deltagerne i maratonløbet gik i forbøn for ham, fik han ikke tilladelse til at deltage.
Paavo Nurmi regnes med sine ni guldmedaljer (kun overgået af Michael Phelps), som en af OL-historiens helt store skikkelser. Da Helsinki i 1952 fik tildelt værtskabet, var det naturligt, at han skulle have en særlig placering i dette arrangement. Han tændte flammen på stadion.

### Øvrig karriere
Efter sin succes ved OL i 1924 blev Nurmi inviteret til USA i fem måneder i 1925, hvor han deltog i 55 arrangementer, de 45 indendørs. Han vandt de 53 og måtte reelt blot se sig besejret én gang (på 880 yards, en kort distance for Nurmi), idet han måtte opgive at fuldføre det andet løb, han ikke vandt. Undervejs satte han en lang række verdensrekorder, men alle indendørsrekorder blev først anerkendt flere år efter hans død.
Han satte i alt 22 udendørs verdensrekorder:
| Distance   | Tid       | Sted og år        | Slået af                  |
| ---------- | --------- | ----------------- | ------------------------- |
| 1500 m     | 3.52,6    | Helsingfors, 1924 | Otto Peltzer, 1926        |
| 1 mile     | 4.10,4    | Stockholm, 1923   | Jules Ladoumègue, 1931    |
| 2000 m     | 5.26,3    | Tammerfors, 1922  | Edvin Wide, 1925          |
| 2000 m     | 5.24,6    | Kuopio, 1927      | Eino Purje, 1927          |
| 3000 m     | 8.28,6    | Åbo, 1922         | Edvin Wide, 1925          |
| 3000 m     | 8.25,4    | Berlin, 1926      | Paavo Nurmi, 1926         |
| 3000 m     | 8.20,4    | Stockholm, 1926   | Janusz Kusocinski, 1932   |
| 2 miles    | 8.59,6    | Helsingfors, 1931 | Donald Lash, 1936         |
| 3 miles    | 14.11,2   | Stockholm, 1923   | Lauri Lehtinen, 1932      |
| 5000 m     | 14.35,4   | Stockholm, 1922   | Paavo Nurmi, 1924         |
| 5000 m     | 14.28,2   | Helsingfors, 1924 | Lauri Lehtinen, 1932      |
| 4 miles    | 19.15,4   | Vyborg, 1924      | Janusz Kusocinski, 1932   |
| 5 miles    | 24.06,2   | Vyborg, 1924      | (sidste godkendte rekord) |
| 6 miles    | 29.36,4   | London, 1930      | Ilmari Salminen, 1937     |
| 10.000 m   | 30.40,2   | Stockholm, 1921   | Ville Ritola, 1924        |
| 10.000 m   | 30.06,2   | Kuopio, 1924      | Ilmari Salminen, 1937     |
| 15.000 m   | 46.49,6   | Berlin, 1928      | (sidste godkendte rekord) |
| 10 miles   | 50.15,0   | Berlin, 1928      | Viljo Heino, 1945         |
| 20.000 m   | 1.04.38,4 | Stockholm, 1930   | Juan Zabala, 1936         |
| <19.210 m> | En time   | Berlin, 1928      | Viljo Heino, 1945         |
| 4 × 1500 m | 16.26,2   | Stockholm, 1926   | Finland, 1926             |
| 4 × 1500 m | 16.11,4   | Vyborg, 1926      | Storbritannien, 1931      |

## Private forhold
Efter sin sportskarriere drev Paavo Nurmi en herreekviperingsbutik, og desuden ejede han et byggefirma, der opførte beboelsesejendomme i og omkring Helsinki.
Han var 1932-35 gift med Sylvia Nurmi, og parret fik sønnen Matti, der var i den finske elite i mellemdistanceløb i 1950'erne. Paavo Nurmi var noget af en enspænder, der helst holdt andre mennesker på afstand. Under sin aktive karriere var han kendt for at være meget fåmælt og blev kaldt den "tavse finne". Derfor var det en speciel begivenhed, da han tillod et radiotransmitteret interview med sig i 1967 i forbindelse med sin 70-års fødselsdag, og interviewet blev muligvis kun til, fordi intervieweren var den finske præsident Urho Kekkonen, der var en stor sportsentusiast.
I sin alderdom fik han problemer med helbredet med blandt andet hjerteanfald, slagtilfælde og svigtende syn. Nu omtalte han sport som spild af tid, når man sammenlignede med videnskab og kunst. Da han døde, fik han en statsbegravelse som en af alle tiders største finske sportsnavne.